# Belle Vie en Auge
Belle Vie en Auge est une commune française située dans le département du Calvados en région Normandie, peuplée de 545 habitants.

## Géographie
La commune nouvelle regroupe les communes de Biéville-Quétiéville et de Saint-Loup-de-Fribois, qui deviennent des communes déléguées, le 1er janvier 2017. Son chef-lieu se situe à Biéville-Quétiéville.

### Localisation
| Méry-Bissières-en-Auge |                       | Notre-Dame-d'Estrées-Corbon |
| Mézidon Vallée d'Auge  | Belle Vie en Auge     | Mézidon Vallée d'Auge       |
| Mézidon Vallée d'Auge  | Mézidon Vallée d'Auge | Mézidon Vallée d'Auge       |

### Hydrographie
La commune est située dans le bassin Seine-Normandie. Elle est drainée par la Dives, la Vie, l'Algot, la Morte-Vie, un bras de la Morte-Vie, le fossé 01 de la Belle Epine, le canal 01 de la commune de Bieville-Quetieville, le canal 01 du Grand Trait, le canal 02 du Grand Trait, le canal 03 du Grand Trait, le fossé 01 de la Houlgate, la Vie, le fossé 01 de la Petite Cour de Genteville, le fossé 01 de la commune de Saint-Loup-de-Fribois, le canal 01 de la Grotte, le canal 01 des Parcs Canon, le canal 01 de l'Enclos, un bras de l'Algot, le canal 01 de la commune de Notre-Dame-D'Estrées et divers autres petits cours d'eau,.
La Dives, d'une longueur de 105 km, prend sa source dans la commune de Gouffern en Auge et se jette  dans la baie de Seine en limite de Cabourg et de Dives-sur-Mer, après avoir traversé 34 communes. Les caractéristiques hydrologiques de la Dives sont données par la station hydrologique située sur la commune de Mézidon Vallée d'Auge. Le débit moyen mensuel est de 3,62 m3/s. Le débit moyen journalier maximum est de 43,3 m3/s, atteint lors de la crue du 6 janvier 2001. Le débit instantané maximal est quant à lui de 45 m3/s, atteint le même jour.
La Vie, d'une longueur de 67 km, prend sa source dans la commune de Ménil-Hubert-en-Exmes et se jette  dans la Dives à Méry-Bissières-en-Auge, après avoir traversé 16 communes. 
L'Algot, d'une longueur de 13 km, prend sa source dans la commune de La Boissière et se jette  dans la Vie sur la commune, après avoir traversé sept communes. 

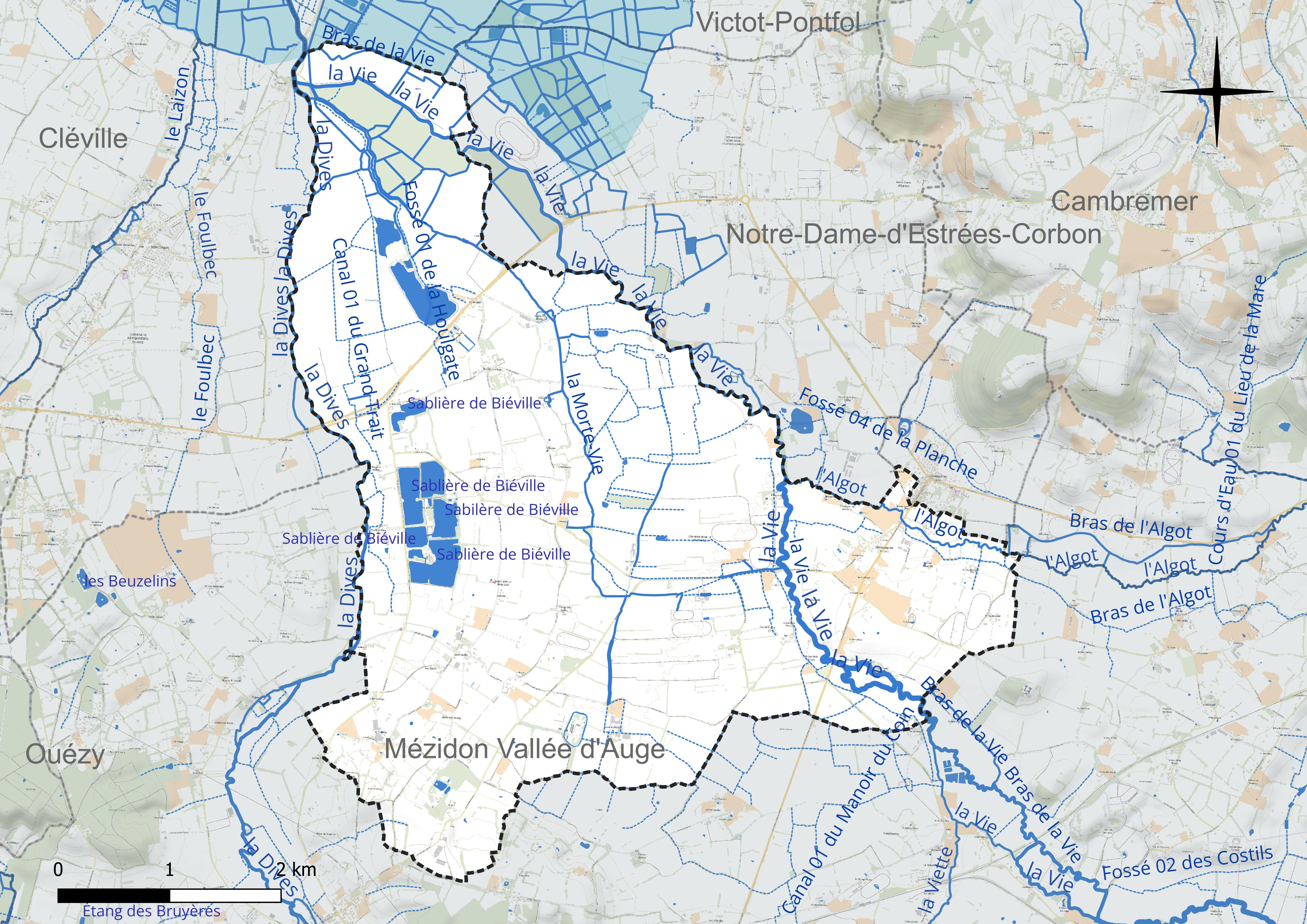
Réseau hydrographique de Belle Vie en Auge.

Trois plans d'eau complètent le réseau hydrographique : la sablière de Biéville (14,7 ha), le Grand Trait (14,2 ha) et Sabilère de Biéville (6,5 ha),.

### Climat
Pour des articles plus généraux, voir Climat de la Normandie et Climat du Calvados.
En 2010, le climat de la commune est de type climat océanique altéré, selon une étude du CNRS s'appuyant sur une série de données couvrant la période 1971-2000. En 2020, Météo-France publie une typologie des climats de la France métropolitaine dans laquelle la commune est exposée à un climat océanique et est dans la région climatique Normandie (Cotentin, Orne), caractérisée par une pluviométrie relativement élevée (850 mm/a) et un été frais (15,5 °C) et venté. Parallèlement le GIEC normand, un groupe régional d'experts sur le climat, différencie quant à lui, dans une étude de 2020, trois grands types de climats pour la région Normandie, nuancés à une échelle plus fine par les facteurs géographiques locaux. La commune est, selon ce zonage, exposée à un « climat des plateaux abrités », correspondant à la plaine agricole de Caen à Falaise, sous le vent des collines de Normandie et proche de la mer, se caractérisant par une pluviométrie et des contraintes thermiques modérées.
Pour la période 1971-2000, la température annuelle moyenne est de 10,7 °C, avec  une amplitude thermique annuelle de 12,3 °C. Le cumul annuel moyen de précipitations est de 692 mm, avec 10,9 jours de précipitations en janvier et 7,8 jours en juillet. Pour la période 1991-2020, la température moyenne annuelle observée sur la station météorologique la plus proche, située sur la commune de Mézidon Vallée d'Auge à 5 km à vol d'oiseau, est de 11,2 °C et le cumul annuel moyen de précipitations est de 782,5 mm,. Pour l'avenir, les paramètres climatiques de la commune estimés pour 2050 selon différents scénarios d'émission de gaz à effet de serre sont consultables sur un site dédié publié par Météo-France en novembre 2022.

## Urbanisme

### Typologie
Au 1er janvier 2024, Belle Vie en Auge est catégorisée commune rurale à habitat dispersé, selon la nouvelle grille communale de densité à 7 niveaux définie par l'Insee en 2022.
Elle est située hors unité urbaine. Par ailleurs la commune fait partie de l'aire d'attraction de Caen, dont elle est une commune de la couronne,. Cette aire, qui regroupe 296 communes, est catégorisée dans les aires de 200 000 à moins de 700 000 habitants,.

## Toponymie
La Vie, affluent de la Dives, traverse le territoire.
Le pays d'Auge est une région naturelle et traditionnelle de Normandie. Il semblerait que cette partie du territoire était occupée par une forêt existant encore au Xe siècle : « Quoddam monasterium Sagiensi urbi vicinum quod est in saltu Algie situm ».

## Histoire
La commune actuelle est née de la fusion de plusieurs communes. En 1831, Mirbel, commune de 113 habitants, est rattaché à Quétiéville, 239 habitants. En 1840, Biéville-en-Auge, 222 habitants au recensement de 1836, absorbe Querville, 76 habitants au même recensement. Plus d'un siècle plus tard, en 1973, Biéville-en-Auge et Quétiéville fusionnent pour ne plus former qu'une seule commune, Biéville-Quétiéville, devenue le 1er janvier 2017 une commune déléguée au sein de la commune nouvelle de Belle Vie en Auge, à la suite de sa fusion avec la commune de Saint-Loup-de-Fribois.

## Politique et administration
| Nom                          | Code Insee | Intercommunalité       | Superficie (km2) | Population (dernière pop. légale) | Densité (hab./km2) |
| ---------------------------- | ---------- | ---------------------- | ---------------- | --------------------------------- | ------------------ |
| Biéville-Quétiéville (siège) | 14527      | CC de la Vallée d'Auge | 20,10            | 363 (2021)                        | 18                 |
| Saint-Loup-de-Fribois        | 14608      | CC de la Vallée d'Auge | 3,47             | 180 (2021)                        | 52                 |

### Liste des maires
| Période | Période  | Identité     | Étiquette | Qualité     |
| ------- | -------- | ------------ | --------- | ----------- |
| 2017    | En cours | Gérard Louis |           | Agriculteur |

## Population et société

### Démographie
L'évolution du nombre d'habitants est connue à travers les recensements de la population effectués dans la commune depuis sa création.
En 2022, la commune comptait 545 habitants, en évolution de +4,01 % par rapport à 2016 (Calvados : +1,58 %, France hors Mayotte : +2,11 %).
| 2015 | 2016 | 2017 | 2018 | 2019 | 2022 |
| ---- | ---- | ---- | ---- | ---- | ---- |
| 522  | 524  | 533  | 535  | 538  | 545  |

## Culture locale et patrimoine

### Lieux et monuments
- Église Saint-Pierre de Mirbel.
- Église Saint-Vigor de Saint-Loup-de-Fribois.
- Église Saint-Martin de Quétiéville.
- Église Saint-Germain de Biéville.
- Manoir de Saint-Loup-de-Fribois.